# 春日村立六合小学校谷山分校
春日村立六合小学校谷山分校（かすがそんりつ　ろくごうしょうがっこう　たにやまぶんこう）は、かつて岐阜県揖斐郡春日村（現・揖斐郡揖斐川町）に存在した公立小学校の分校。

## 概要
- 六合小学校の分校であり、春日村大字六合字谷山[注釈 3]に存在した。また、春日村立六合中学校谷山分校を併設していた。
- 1966年に全住民が離村したことにより、1967年廃校。

## 沿革
谷山地区は明治初期に分教場が設置されていたが明治中期に廃校。ここではこのことについても記述する。
- 1877年（明治10年）8月 - 六合村字谷山[注釈 4]に六合学校谷山分教場を設置。
- 1886年（明治19年） - 六合簡易科小学校谷山分教場に改称する。
- 1889年（明治22年）7月1日 - 六合村、美束村、川合村、香六村、小宮神村、中山村が合併し、春日村が発足。
- 1892年（明治25年） - 六合尋常小学校谷山分教場に改称する。
- 1897年（明治30年） - 廃校。以後は児童がいる時のみ冬季分教場を開設する。
- 1959年（昭和34年）4月 - 常設の六合小学校谷山分校として開校。この時点の児童数は4名。仮校舎で授業を行う。春日村立六合中学校谷山分校を併設する。
- 1960年（昭和35年）10月 - 校舎を新築（木造平屋建）する。
- 1964年（昭和39年）3月 - 六合中学校谷山分校を廃止。
- 1966年（昭和41年）4月 - 休校。
- 1967年（昭和42年）5月1日 - 廃校。